# オーレ・アヴェイ
オーレ・アヴェイ（Ole Avei、1983年6月13日 - ）は、トンガの元ラグビーユニオン選手。

## プロフィール
- ニュージーランド・ウェリントン出身[1]。
- ポジションはフッカー(HO)。
- 身長 178cm、体重 114kg
- 叔父のディグビー・イオアネも元ラグビー選手(元ラグビーオーストラリア代表)。
- U21オーストラリア代表に選ばれたことがある。
- サモア代表通算キャップ数は34でラグビーワールドカップ2011・ラグビーワールドカップ2015のサモア代表に選ばれた[2]。

## 略歴
レッズ、イーストコーストエース、ワイカト、サニーバンク、チーフス、ユニオン・ボルドー・ベグル、ラシン92を経て、2019年、ソヨー・アングレームに加入。
2023年、現役を引退した。